# Max Rubner

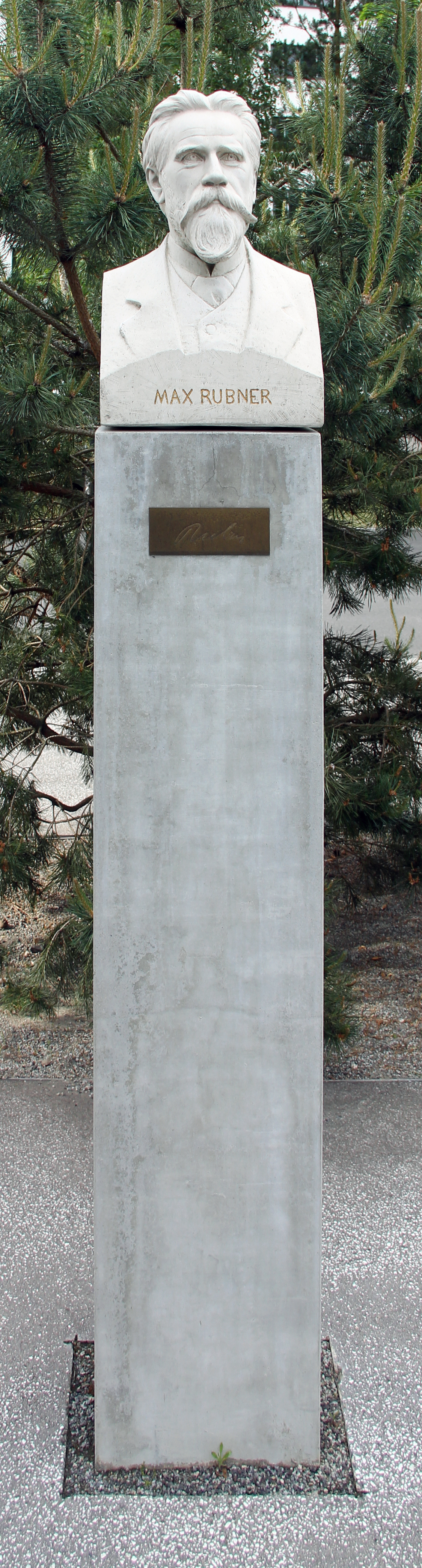
Buste en façade de son domicile, au no 10 de la Robert-Rössle-Strasse à Berlin-Buch.

Max Rubner (né le 2 juin 1854 à Munich; † le 27 avril 1932 à Berlin) est un médecin, physiologiste et hygiéniste allemand. Par ses travaux de physiologie appliquée à l'Homme, Rubner peut être considéré comme le fondateur de l'approche scientifique de la diététique et de la médecine du travail, de l’hygiène expérimentale et de l'ergonomie.

## Carrière
Fils de Jean-Népomucène Rubner, ferronier et ferrailleur, et de Barbara Duscher-Rubner, originaire d'Augsbourg, il effectua ses études secondaires au lycée classique Maximilien de Munich. Il assistait volontiers les dimanches aux conférences données à l'école industrielle. À 15 ans il possédait déjà son propre microscope ainsi qu'un compendium de chimie. Bachelier en 1873, il s'inscrivit à la faculté de médecine et jusqu'en 1877 suivit les cours de chimie du Pr. Adolf von Baeyer, ainsi que ceux du physiologiste Carl von Voit. Il soutint sa thèse, consacrée au transit intestinal, en 1878. Jusqu'en 1880, il travailla comme assistant bénévole auprès de Voit. Là, il renouvela l'étude bioénergétique du métabolisme. De 1880 à 81, il effectua un stage à l'Institut de physiologie de Carl Ludwig à Leipzig, où il poursuivit ses recherches  sur le rendement calorique des aliments et soutint sa thèse d'habilitation sur ce sujet en 1883, à Munich. Au cours des deux années suivantes, il formula la conception nouvelle de régime calorique, démontra la validité de la conservation de l'énergie calorique chez les animaux en mettant en évidence l'équivalence entre les apports caloriques de l'alimentation et la réaction des organismes par variation de la température corporelle et  transpiration. Nous sommes redevables à Rubner de la mesure des apports calorimétriques des aliments de base, et de la notion d’« apport énergétique » : les glucides, comme les protéines, correspondent à un apport énergétique de 1,717 kJ/100 g (410 kcal/100 g) et le gras, à un apport énergétique de 3,894 kJ/100 g (930 kcal/100 g), ce qui permet de comparer ces aliments (« principe d'isodynamie »).
Rubner épousa par la suite Hélène Ritter († 1915), fille de l'inspecteur général des travaux publics de Munich, Karl Ritter von Leimbach. Ils eurent deux fils et deux filles. Johanna Quandt est l'un de ses petits-enfants.
Rubner fut appelé à la chaire d'Hygiène et médecine légale de l'Université de Marbourg, d'abord comme professeur surnuméraire (1885), puis titulaire (1887). Il considérait alors l’hygiène comme une simple application de la physiologie. Il poursuivit ses recherches sur la régulation thermique du corps, la température corporelle et le métabolisme et établit ce qu'il appela les « lois biologiques. » En 1891, il prit la succession de Robert Koch à la chaire d’Hygiène de l’université Frédéric-Guillaume de Berlin. Cet établissement lui confia en 1905 un nouveau laboratoire, puis en 1909 il reprit la chaire de Physiologie de Theodor Wilhelm Engelmann. Il devint en 1909 président de la Gesellschaft Deutscher Naturforscher und Ärzte (de). De 1913 à 1926, Rubner dirigea l’Institut Kaiser-Wilhelm de médecine du travail, qu'il avait fondé à Berlin. Cette institution donna naissance à plusieurs laboratoires : l’Institut d'ergonomie (de) de Dortmund et l’Institut de médecine du travail de l’Hôpital universitaire de la Charité de Berlin ; elle a favorisé la recherche en diététique et sur le métabolisme humain, y compris dans ses conséquences sur l’hygiène du vêtement, les effets du climat, la qualité de l'air et de l'eau, la salubrité de l'habitat et le chauffage, et jusqu'aux politiques d'alimentation. 
Les travaux de Rubner en calorimétrie lui ont permis de décrire l'apport énergétique des aliments et de formuler la loi de surface corporelle (c'est-à-dire le calcul a priori des besoins énergétiques d'un organisme en fonction de sa surface corporelle).
Il a été signataire du Manifeste des 93 (1914). Au cours de la Première Guerre mondiale, Rubner s'est impliqué dans la stratégie allemande de rationnement ; il s'est intéressé aux effets du changement de comportement alimentaire résultant de l’urbanisation et du bouleversement social en Allemagne, ainsi qu’aux conséquences du blocus allié sur la population civile (famine de 1918). Au cours des dernières années de sa vie, se fondant sur les données diététiques et métaboliques qu'il avait recueillies, il a élargi la thématique de ses recherches aux problèmes internationaux : la faim dans le monde, la lutte pour la vie, la malnutrition, les épidémies, conditions d'hygiène et l’insalubrité.
Rubner passait pour un homme renfermé, réputé pour son humour sarcastique. Il était obsédé par la précision et fabriquait lui-même ses instruments de calorimétrie.

## Découvertes
Rubner établit en 1894 le principe de la thermorégulation du vivant et, entre 1896 et 1903, met en évidence les effets de l’hypothermie sur le métabolisme, et ceux du chauffage sur les pertes énergétiques corporelles (conduction et rayonnement thermique, transpiration). Il se consacre ensuite pendant plusieurs années à l'évaluation des besoins caloriques de certaines activités. On doit à Rubner les concepts de besoin protéique (Eiweißminimum, c'est-à-dire les apports quotidiens nécessaires pour maintenir l'équilibre entre la synthèse et l'élimination des acides aminés) et de « taux de recyclage cellulaire » (Abnutzungsquote, c'est-à-dire la perte quotidienne d'acides aminés lors d'une carence en protéine). Il a fixé le besoin protéique minimum d'un adulte à 100 g par jour (1914). 
Rubner a le premier énoncé deux relations quantitatives universelles du monde animal, :
- le métabolisme basal est proportionnel à la surface du corps[6] ;
- la longévité est proportionnelle à la consommation d'énergie par unité de masse corporelle[7] (1908). Selon Rubner, donc, la durée de vie dépend des besoins caloriques.

## Distinctions et récompenses
Rubner a été successivement membre (1906) puis secrétaire (1919) de la classe de physique-mathématique de l'Académie royale des sciences de Prusse, membre de l'Académie Leopoldina (1932) ; membre correspondant de l'Académie bavaroise des sciences (1914) et de plusieurs autres sociétés savantes d'Europe (Autriche, Norvège, Suède, Finlande, National Academy of Sciences). Il a été membre honoraire de la Physiological Society britannique.
Ses travaux ont été récompensés par l'ordre bavarois de Maximilien pour la science et les arts (1930) , le prix Pettenkofer d'Hygiène de l'Académie bavaroise des sciences. Il a été fait docteur honoris causa de l'université Kristiana d'Oslo.
Il a été conseiller ministériel à la Santé (Geheimer Obermedizinalrat).
L'Institut Fédéral Max Rubner de Diététique et de l'Alimentation (MRI), a été nommé en son honneur. Le prix Max-Rubner, décerné par la Fondation Charité, récompense l'innovation au sein du CHU La Charité de Berlin ; il bénéficie d'une dotation de 100 000 euros grâce à une donation de sa petite-fille, Johanna Quandt. Le prix Max-Rubner décerné par la Société allemande de Diététique est attribué tous les quatre ans.

## Écrits
- Über die Ausnützung einiger Nahrungsmittel im Darmkanal des Menschen. Diss. med. Munich (1880)
- Die Vertretungswerthe der hauptsächlichsten organischen Nahrungsstoffe im Thierkörper. Zeitschrift für Biologie 19 (1883), p. 313–396
- Biologische Gesetze. Jahresberichte der Universität Marburg 1887
- Lehrbuch der Hygiene. Vienne 1888–1890 (1891/92, 1899/1900, 1907)
- Ein Calorimeter für physiologische und hygienische Zwecke. Zeitschrift für Biologie 25: 400-426, 1889
- Die Quelle der thierischen Wärme. Zeitschrift für Biologie 30 (1894), p. 73–142
- Die Gesetze des Energieverbrauchs bei der Ernährung. Leipzig 1902
- Das Problem der Lebensdauer und seine Beziehung zu Wachstum und Ernährung. Munich 1908
- Nahrungsmittel und Ernährungskunde. Stuttgart 1908
- Volksernährungsfragen. Leipzig 1908
- Kraft und Stoff im Haushalt der Natur. Leipzig 1909
- Die Kalorimetrie. In: Handbuch der physiologischen Methodik, Erster Band: Allgemeine Methodik. Protisten, wirbellose Tiere, physikalische Chemie. Stoff- und Energiewechsel, Dritte Abteilung: Stoffwechsel - Respirationslehre - Kalorimetrie, hrsg. v. Robert Tigerstedt, 150-228. Hirzel, Leipzig 1911
- Handbuch der Hygiene. (Hrsg., 9 Bde.). Leipzig 1911–1927
- Die Ernährungsphysiologie der Hefezelle bei alkoholischer Gärung. Leipzig 1913
- Über moderne Ernährungsformen. Munich 1914
- Konstitution und Ernährung. Berlin 1930

## Voir également
- (de) « Publications de et sur Max Rubner », dans le catalogue en ligne de la Bibliothèque nationale allemande (DNB).